# Pleione (ster)
Pleione (28 Tauri) is een ster in het sterrenbeeld Stier (Taurus).
De ster maakt deel uit van de sterrenhoop Pleiaden.
Door spectroscopisch onderzoek vond men dat Pleione een snelle aswenteling bezit: 200 km/s. voor een punt aan de equator (vergeleken met 2 km/s. voor de zon) Men gelooft dat door deze snelle rotatie de ster aan de equator onstabiel is. De ster zal sterk afgeplat zijn en aan de equator massa verliezen. Inderdaad werd in 1938 met de spectroscoop een gasring gevonden, die in 1952 weer verdween. Men denkt dat de gasring door de stralingsdruk van de ster in de ruimte verdwijnt.
Pleione is met het blote oog moeilijk zichtbaar doordat de ster langzaam achter Atlas verdwenen is. In 2020 was de ster al nauwelijks van Atlas te onderscheiden.